# Tommy Rustad

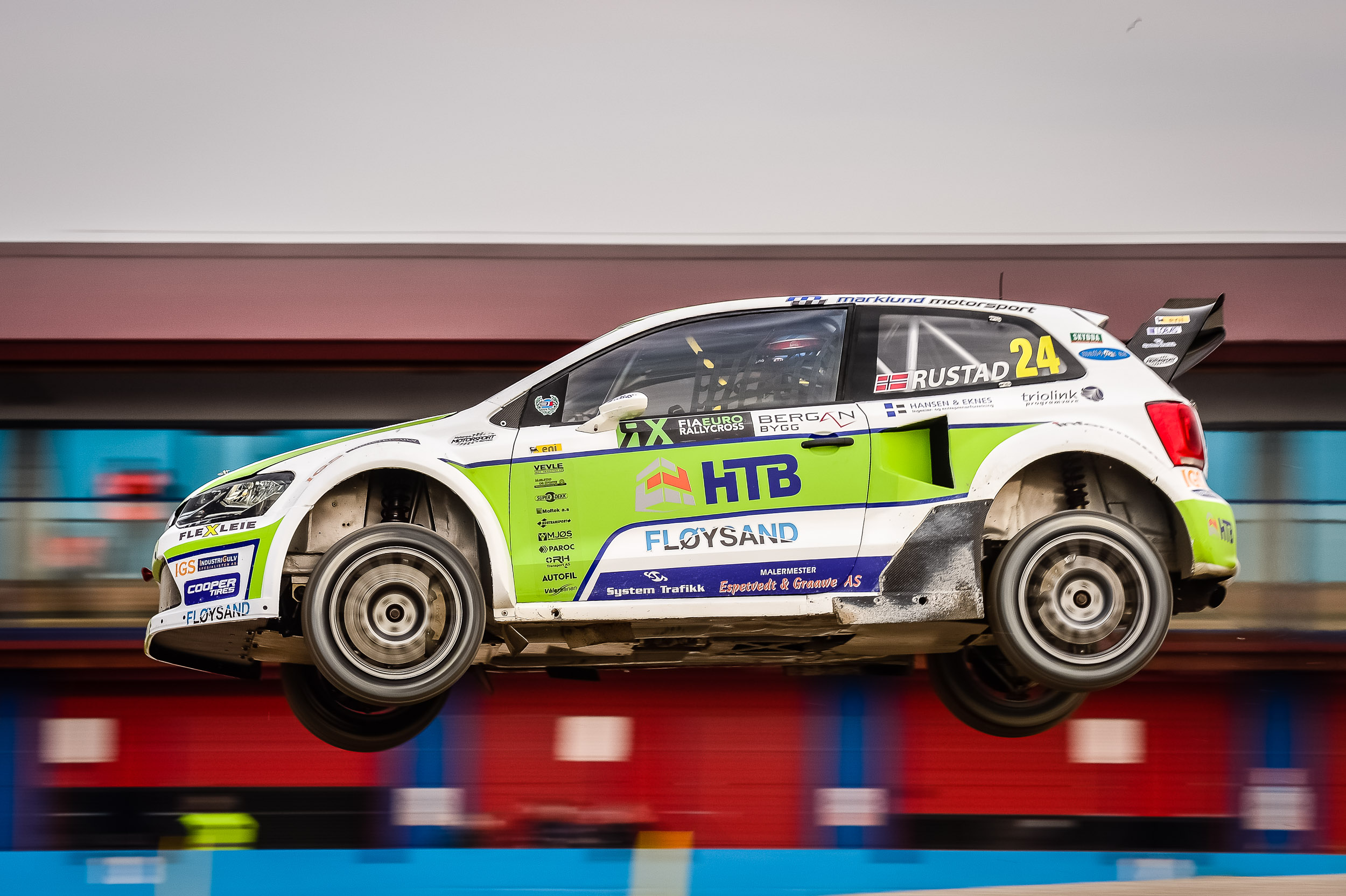
Tommy Rustad su una VW Polo nel 2015

Tommy Rustad (Oslo, 29 settembre 1968) è un pilota automobilistico norvegese, attivo nella categoria rallycross dove ha vinto il Campionato europeo rallycross nel 2015 e turismo dove ha vinto lo Swedish Touring Car nel 2000 e 2009.

## Palmarès
- Renault Sport Spider Elf Trophy : 1
1997
- Swedish Touring Car: 2
2000, 2009
- Campionato europeo rallycross: 1
2015